# Krossteknik
Krossteknik heter kyokpa på koreanska, tameshiwari på japanska och går ut på att med kroppens naturliga vapen (händer, fötter, armbågar, knä, och så vidare) krossa ett föremål, oftast en planka eller ett block. Materialet kan variera: trä (oftast furu), betong eller tegelsten.
Målet är att utövarens ska testa eller bevisa sina tekniska färdigheter. Egenskaper som testas är fokus, kraft, hastighet, träffyta, kraftriktning, balans, kontroll men också mod och vilja.